# نووینه (شهرستان گووداپ)
نووینه (به لاتین: Nowiny) یک روستا در لهستان است که در گمینا بانگه مازورسکیه واقع شده‌است.